# Ingrid Bethke

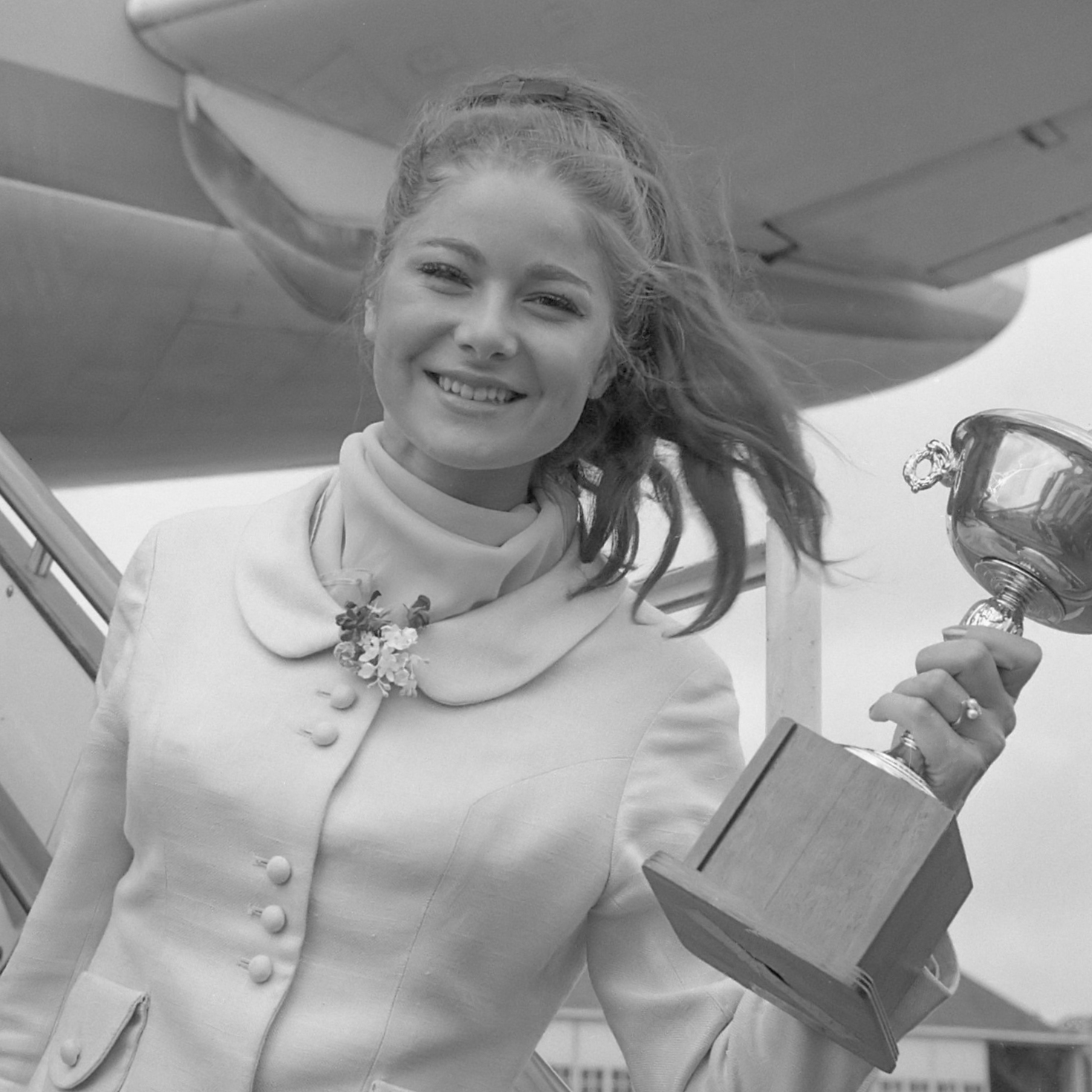
Ingrid Bethke (1965).

Ingrid Bethke (* 14. Dezember 1941 in Berlin) war ein deutsches Fotomodell sowie Schönheitskönigin und Schauspielerin.
Sie gewann 1965 im damaligen Hilton Hotel in Berlin die Wahl zur Miss Germany und reiste als Repräsentantin für den Veranstalter, die Opal-Strumpfwerke, durch Deutschland.
Bei der Miss-Universe-Wahl am 24. Juli 1965 in Miami Beach (Florida, USA) erhielt sie den Titel Miss Congeniality.

## Filmografie
- 1968: Straßenbekanntschaften auf St. Pauli
- 1971: Die Tote aus der Themse